# Whisky (hippomobile)
Pour les articles homonymes, voir Whisky (homonymie).

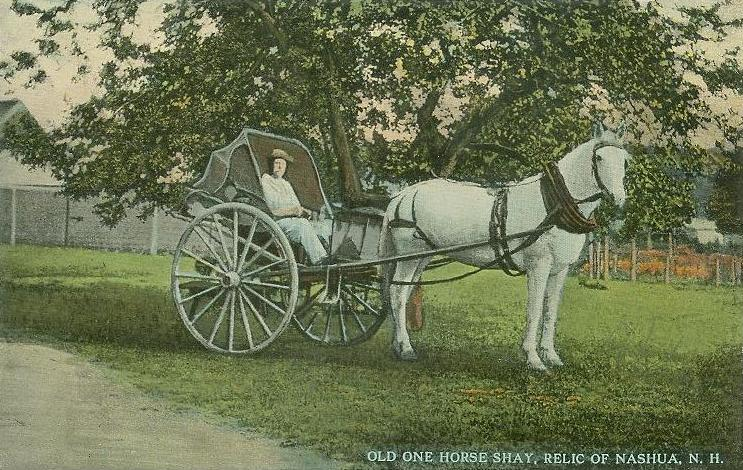
Un whisky, ou one-horse shay, vers 1910

Le whisky ou whiskey, appelé aussi en Angleterre et aux États-Unis one-horse shay (shay est une forme de « chaise »), est une voiture hippomobile à deux roues, très haute, apparue aux États-Unis au XVIIIe siècle. Son nom vient du verbe to whisk, « aller vite », en raison de sa légèreté et de sa maniabilité qui lui permettaient de dépasser les autres voitures.

## Caractéristiques
Le whisky est un intermédiaire entre la chaise de poste et le sulky apparu au XIXe siècle. Sa première forme est apparue à Union, dans le Maine. La caisse pour les passagers est placée au-dessus de l’essieu et suspendue par des soupentes de cuir à des ressorts en bois. Le whisky est souvent construit en matériaux légers en sorte qu’il puisse être tiré par des chevaux légers ou des poneys, et circuler sur des sols pas trop raboteux comme des parcs et des jardins, par beau temps.
Oliver Wendell Holmes, Sr, écrivit un poème satirique, The Deacon’s Masterpiece, or the Wonderful One-Hoss Shay (« Le chef-d’œuvre du Diacre, ou le Merveilleux One-horse Shay ») dans lequel cette voiture est construite d’une manière si rationnelle que chaque partie est faite des meilleurs matériaux, les plus solides. Elle dure ainsi cent ans, jusqu’au jour anniversaire du tremblement de terre de Lisbonne, où toutes les pièces se brisent en même temps, « comme éclatent des bulles ». Ce poème a servi de référence à un modèle économique désigné sous le terme one-horse shay, d’une dépréciation soudaine d’un produit qui survient après une longue période de stabilité.

## Sources
- Joseph Jobé, Au temps des cochers, Lausanne, Edita-Lazarus, 1976.  (ISBN 2-88001-019-5)